# Legostadgan
Legostadgan (även kallad Tjänstehjonsstadgan eller Legohjonsstadgan) var en lag i Sverige som reglerade förhållandet mellan husbonde och tjänstehjon (anställda).

## Historia
Den första allmänna legostadgan kom år 1664, och ersattes med nya stadgor flera gånger. Stadgan från 1664 delade in allmogen på landet i husbönder och tjänstetagande och stadgade att de förra skulle erbjuda de senare laga försvar, dvs årstjänst. Vid denna tid hade pigor och drängar inte låg social status, tjänsten betraktades som ett sätt för unga människor att träffa partners att gifta sig med medan de lärde sig de sysslor de skulle behöva kunna till att sätta upp ett eget hushåll. Genom taxesystemet 1723, där pigor och drängar förbjöds att ta emot eller begära högre än ett visst belopp som lön, sjönk statusen och snart var det endast de som var ekonomiskt tvungna som tog tjänst som piga eller dräng.
Den senaste stadgan år 1833 var med revideringar officiellt gällande lag ända till den 24 oktober 1926, då den avskaffades efter att sedan länge ha spelat ut sin roll. 1944 fick lagen en modern efterträdare i form av Hembiträdeslagen, som i sin tur 1971 följdes av lagen om husligt arbete.
Legostadgan reglerade även tjänstetvånget fram till 1885. Det innebar att varje arbetsför person var skyldig att arbeta för sin försörjning om han inte kunde försörja sig på annat sätt. Fram till 1919 kunde även polishämtning ske om den anställde lämnat sin arbetsgivare innan kontraktsåret var över.
Rätten att aga den anställde inskränktes med 1858 till att omfatta pojkar under 18 och flickor under 16, vilka kunde agas fram till 1920.

## Exempel ur legostadgan
Några exempel från legostadgan, ur Sveriges rikes lag, tryckt år 1877:

Ur kungl. maj:ts förnyade nådiga legostadga för husbönder och tjänstehjon; Given Stockholms slott den 23 november 1833.
10 § Tjenstehjon skall i sitt förhållande vara gudfruktigt, troget, flitigt, lydigt, nyktert och sedligt samt icke undandraga sig det arbete och de sysslor, husbonde skäligen föresätter. Är tjenstehjon försumligt, gensträfvigt eller oordentligt och låter det sig ej rättas, eller visar det sig otroget, okunnigt eller eljest odugligt, i tjensten, må det derifrån skiljas, efter ty i 5 § sägs, med förlust af hela lönen, samt erhålle sådant betyg det förtjenar; ersätte ock husbondens skada, der han talan derom vid domstol utförer. 
[...]
52 § Afviker tjenstehjon ut tjenst förr, än tjenstid ute är, eller det redo för sig gjort, hafve husbonde våld att hemta det åter, som i 45 § sägs; och blifve tjenstehjon i tjensten till flyttningsdag samt miste halfva lönen och gälde skadan.

### Fotnoter
1. 1 2  Du Rietz, Anita, Kvinnors entreprenörskap: under 400 år, 1. uppl., Dialogos, Stockholm, 2013
2. ↑  ”Hemsyster på Skönsberg i familjen Andersson-Knuts hem på Heffners”. Skonsberg. Arkiverad från originalet den 28 augusti 2010. https://web.archive.org/web/20100828143337/http://skonsberg.ylm.se/sidor/historien/historia2/Forsaljning/BildForsaljning/bildsidor/hemsysterkok-SAK.html. Läst 14 december 2011.
3. ↑  Husaga i Nordisk familjebok (andra upplagan, 1909)
4. 1 2  ”1833 års legostadga för husbönder och tjänstehjon”. 1833. Arkiverad från originalet den 21 april 2017. https://web.archive.org/web/20170421075312/http://jamshog.net/ovrigt/konglforordn/legohjonstadga_1833.htm. Läst 13 januari 2017.  ”5. § Husbonde eger tjenstehjon om dess sysslors behöriga förrättande undervisa samt det till skäligt arbete hålla; och bör han med välvilja och foglighet eller allvarsamhet och stränghet, allt efter som tjänstehjon mer eller mindre troget och väl sin tjenst förrättar, det bemöta och i öfrigt med goda och tjenliga efterdömen det föregå. Är tjänstehjon försumligt, gensträfvigt eller i sin lefnad oordentligt och låter sig ej med godo rättas, eller är det otroget eller till åtagen tjenst oskickligt, ege husbonde det från sig skilja. Kan ej öfverenskommelse träffas, må husbonde i tvenne gode mäns närvaro tillsäga tjenstehjon att ur tjensten träda, men vägrar tjenstehjon att denna tillsägelse efterkomma, eller vill ej husbonde gode män tillkalla, anmäle då förhållandet [...]

Är tjänstehjonet af mankön under aderton och af qvinkön under sexton år må husbonde, innan sådan anmälan sker, söka detsamma med måttlig husaga tillrättavisa.”